# Phenacogrammus urotaenia
Phenacogrammus urotaenia är en fiskart som först beskrevs av Boulenger, 1909.  Phenacogrammus urotaenia ingår i släktet Phenacogrammus och familjen Alestidae. IUCN kategoriserar arten globalt som livskraftig. Inga underarter finns listade i Catalogue of Life.